# Mount Leckie
Mount Leckie är ett berg i Antarktis. Det ligger i Östantarktis. Australien gör anspråk på området. Toppen på Mount Leckie är 1 506 meter över havet, eller 340 meter över den omgivande terrängen. Bredden vid basen är 3,7 km.
Terrängen runt Mount Leckie är huvudsakligen platt. Trakten är obefolkad. Det finns inga samhällen i närheten.